# (7044) 1971 UK
A (7044) 1971 UK a Naprendszer kisbolygóövében található aszteroida. Luboš Kohoutek fedezte fel 1971. október 26-án.